# U.S.S. John Young
U.S.S. John Young (ook wel Battlestations) is een computerspel dat werd ontwikkeld door Maitai Entertainment en uitgegeven door Magic Bytes. Het spel kwam in 1990 uit voor diverse homecomputers. Het spel is een 2D marine-simulatie-spel. 
Het spel bevat de volgende missies:
- Subhunter missions
- Seek & Destroy missions
- Convoy protections
- War patrols

## Platforms
- Amiga (1990)
- Atari ST (1990)
- Commodore 64 (1990)
- DOS (1990)

## Ontvangst
| Beoordeeld door                      | Jaar | Platform     | Score |
| ------------------------------------ | ---- | ------------ | ----- |
| Amiga Joker                          | 1990 | Amiga        | 71%   |
| Amiga Action                         | 1991 | Amiga        | 67%   |
| Joker Verlag präsentiert: Sonderheft | 1990 | Amiga        | 64%   |
| Joker Verlag präsentiert: Sonderheft | 1990 | Atari ST     | 62%   |
| Joker Verlag präsentiert: Sonderheft | 1990 | Commodore 64 | 37%   |
| ASM (Aktueller Software Markt)       | 1990 | Commodore 64 | 35%   |
| ASM (Aktueller Software Markt)       | 1990 | Amiga        | 34%   |
| ST Format                            | 1991 | Atari ST     | 34%   |
| Power Play                           | 1990 | Commodore 64 | 10%   |
| Power Play                           | 1990 | Amiga        | 9%    |